# Cyclopia bowieana
Cyclopia bowieana är en ärtväxtart som beskrevs av William Henry Harvey. Cyclopia bowieana ingår i släktet Cyclopia, och familjen ärtväxter. Inga underarter finns listade i Catalogue of Life.

## Bildgalleri